# Hysterographium vulvatum
Hysterographium vulvatum är en svampart som först beskrevs av Ludwig David von Schweinitz, och fick sitt nu gällande namn av Rehm 1876. Hysterographium vulvatum ingår i släktet Hysterographium och familjen Hysteriaceae.   Inga underarter finns listade i Catalogue of Life.